# Cerastium sylvaticum
Cerastium sylvaticum är en nejlikväxtart som beskrevs av Franz de Paula Adam von Waldstein-Wartemberg och Kit. Cerastium sylvaticum ingår i släktet arvar, och familjen nejlikväxter. Inga underarter finns listade i Catalogue of Life.

## Bildgalleri

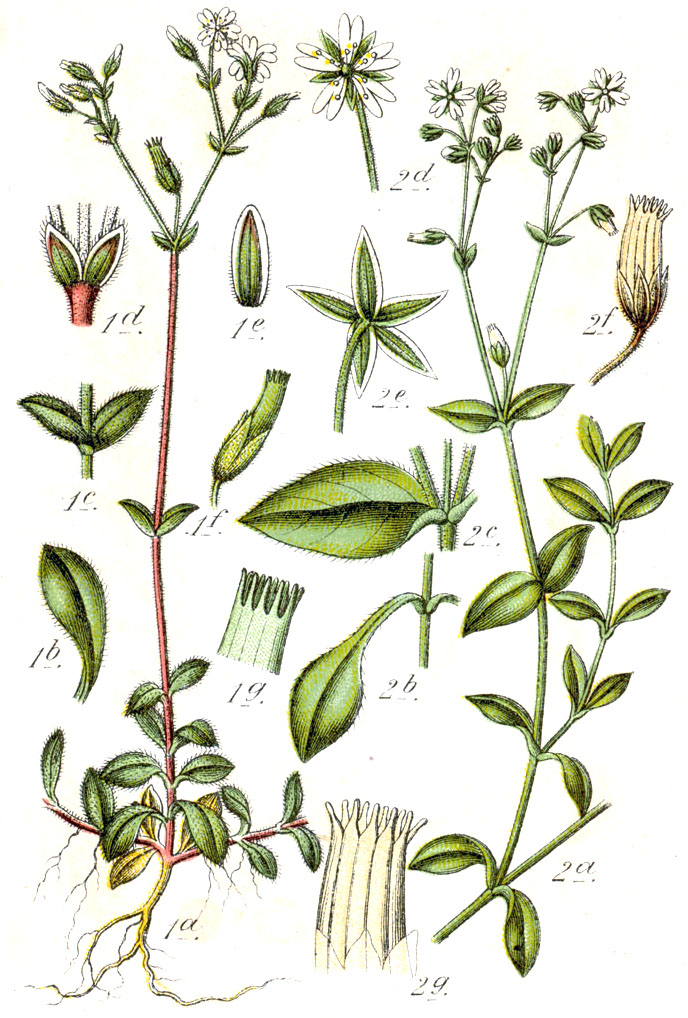